# Ronaldo Chacón
Ronaldo Daniel Chacón Zambrano (* 18. února 1998, San Cristóbal, Venezuela) je venezuelský fotbalový útočník, od roku 2016 hráč klubu Caracas FC, od ledna 2018 na hostování ve slovenském mužstvu FK Senica.

## Klubová kariéra
- Deportivo Táchira FC (mládež)
- Deportivo Táchira FC 2014–2016
- Caracas FC 2016–
- →  FK Senica (hostování) 2018– [2]

## Reprezentační kariéra
Ronaldo Chacón byl členem venezuelských reprezentací U17 a U20.
S národním týmem U20 se probojoval na mistrovství světa 2017 v Jižní Koreji až do finále, kde mladí Venezuelané podlehli Anglii 0:1.